# Teleonomie
Teleonomie (von altgriechisch τέλος télos, deutsch ‚Zweck, Ziel, Ende, auf ein Ziel hin strebend‘ und νόμος nómos, deutsch ‚Gesetz‘, siehe auch -nomie) bezeichnet in der Biophilosophie eine kausalanalytische Erklärungsweise für einen zielgerichtet scheinenden Vorgang. Der Begriff wurde von Colin Pittendrigh (in: Behavior and Evolution, 1958) geprägt.
Als teleonomisch werden Prozesse bezeichnet, die allein aus ihren Komponenten und Strukturen erklärt werden. Sie bedürfen dadurch keiner Zusatzannahmen über mögliche externe teleologische oder intentionale Einflüsse. Dies unterscheidet das Konzept der Teleonomie von dem der Teleologie bzw. der Entelechie.

## Die Entwicklung des Begriffs
Noch im 20. Jahrhundert war durch die von Hans Driesch begründete Form des Vitalismus (Neovitalismus) mit der darin enthaltenen „Lehre von der materiellen Wirksamkeit immaterieller teleologischer Faktoren“, denen er unter Berufung auf Aristoteles den Namen Entelechie gab, eine „teleologische Denkform“ in die Biologie eingeführt worden, was als ein hinter Kants Kritik der Urteilskraft zurückfallender Verstoß gegen die Prinzipien der Naturwissenschaft galt. Darüber war es zu einem heftigen "Vitalismus-Mechanismus-Streit" gekommen, dessen Abflauen und Erlöschen in den späten 1940er und 50er Jahren eine „Entkrampfung und Erlösung für alle theoretisch interessierten Biologen“, wie Otto Koehler und Konrad Lorenz, brachte, die die „komplementären Einseitigkeiten und Denkfehler beider streitenden Parteien“ aufzeigten. Man erkannte nun, dass „die Finalität der Lebenserscheinungen auf einer speziellen Form der Kausalität beruht (z. B. auf Regelprozessen) und dass deren Verständnis die Anerkennung der Finalität nicht aufhebt, sondern untermauert.“. Zu dieser geistigen Entwicklung passte nun die Prägung des neuen Begriffs der Teleonomie.

## Durchsetzung
Mit diesem Ausdruck als Alternativbegriff zur Teleologie können seitdem Biologen „einen biologischen Tatbestand rein deskriptiv als zweckdienlich oder zielgerichtet kennzeichnen, ohne damit zugleich eine Hypothese über die Herkunft der Zweckdienlichkeit auszusprechen“, z. B. eine transzendente Erklärung in einen naturwissenschaftlichen Zusammenhang hinein zu legen, was außerhalb des Bereichs der empirischen Forschung läge. „Manche Forscher vermeiden allerdings den Ausdruck "teleonom(isch)" und benutzen stattdessen andere, gleichbedeutende Vokabeln: Sie sprechen vom biologischen Sinn, von der biologischen Bedeutung oder auch von der funktionellen oder funktionalen Erklärung eines biologischen Tatbestandes“, wobei Funktion im biologischen Sinn bedeutet: „zur Aufrechterhaltung eines als Ganzheit betrachteten Systems geleisteter Beitrag“. Doch faktisch verwarf die Biologie für ihren Wissenschaftsbereich den Begriff der Teleologie zugunsten dessen der Teleonomie und bereitete den Weg dafür, den begrifflichen Unterschied zwischen Teleologie und Teleonomie auch in die Philosophie zu übernehmen.

## Erklärung
Mit dem Aufkommen der Biologischen Kybernetik seit den 50er Jahren, hat sich der Regelprozess als Denkmodell bei den Biologen durchgesetzt. Sie konnten nun „auf immaterielle ganzmachende Faktoren verzichten, nachdem die Kybernetik — zumindest theoretisch — materiell funktionierende ganzmachende Prozesse beliebigen Differenzierungsgrades anbot“. Obgleich die Kybernetik im Bereich der Technik entstand, hat sie „den für die Biologie wesensbestimmenden Begriff der Ganzheit“ zu rehabilitieren geholfen und den Widerspruch zwischen Kausalität und Finalität für den Bereich der Biologie aufgehoben.

## Panteleonomie und Hemiteleonomie
Die Differenz zwischen Teleologie und Teleonomie wird vor allem deutlich bei den biologischen Systemen, bei denen wir zumeist keinerlei Absichten oder Zweckvorstellungen voraussetzen können: bei Pflanzen und innerhalb eines Organismus (Organfunktionen, Zellen, genetisches Material). Aus logischer Sicht unterscheiden Bunge und Mahner deshalb (graduell) zwischen zwei Formen der biologischen Teleonomie: der eben charakterisierten Panteleonomie, die bedeute, dass alle Biosysteme teleonomisch seien, und der Hemiteleonomie, die auf jene bestimmten Lebewesen beschränkt ist, die „Ziele verfolgen, Pläne schmieden und Absichten haben können“, was dadurch zu erklären sei, dass Lernen und Erwartung „als spezifische Aktivitäten bestimmter neuronaler Systeme betrachtet werden“, ohne die Existenz eines immateriellen Geistes oder einer Seele vorauszusetzen.

## Beispiele für Hemiteleonomie
- Beispielsweise scheint ein Tier, das seine Jungen versorgt, obwohl es sich selbst durch die Abgabe von Futter bzw. Muttermilch körperlich schwächt, das Ziel zu verfolgen, den Fortbestand seiner Gene und seiner Art zu erhalten. Teleonomisch wird dieses Verhalten allerdings durch angeborene Verhaltensweisen erklärt, die sich im Verlauf der Stammesgeschichte entwickelt haben, weil Individuen mit diesem Verhalten eine höhere Wahrscheinlichkeit hatten, sich erfolgreich fortzupflanzen, und die Gene für diese Instinkte sich damit gegen andere Gene durchsetzten.
- Der alljährliche Vogelzug beruht auf Verhalten, das sich stammesgeschichtlich herausgebildet hat, und ermöglicht den Zugvögeln das Überleben der Jahreszeiten. Das gilt auch für den Kuckuck, wobei die Jungvögel ohne Kontakt zu ihren leiblichen Eltern aufwachsen und dennoch im Herbst nach Süden ziehen.
- Bienen und Wespen errichten ihren Bau aus regelmäßig sechskantigen Waben, was optimal hinsichtlich Material- und Raumbedarf sowie Stabilität ist.
- Beim Kuckuck gibt es wirtsspezifische weibliche Linien.[15] Die Anpassung der Färbung der Kuckuckseier an den jeweiligen Wirtsvogel geschieht, indem die Pigmentierung der Eierschalen in ihrer chemischen Zusammensetzung (Biliverdin und Protoporphyrin in unterschiedlichen Anteilen) vom Kuckuck repliziert wird.[16] Die Anpassung wird durch die starke Bevorzugung bestimmter Wirtsvogelarten durch die weiblichen Kuckucke aufrechterhalten.[17] Wie es dem Kuckuckweibchen möglich ist, die gelegten Eier auf das Gelege abzustimmen, wurde im Fall der bläulichen Eier geklärt: Die Weibchen besitzen auf ihren W-Geschlechtschromosomen (wie bei anderen Vögeln besitzen Weibchen ZW-Chromosomen, Männchen ZZ-Chromosomen) sowohl die Präferenz für eine bestimmte Wirtsvogelart (z. B. den Gartenrotschwanz mit bläulichem Gelege) sowie die Färbung (bläulich) und Musterung (uniform) des Eies.[18]